# 가즈니주
가즈니주(Ghaznī Velāyat, 파슈토어: د غزنی ولايت, 다리어: ولایت غزنی)는 아프가니스탄 남동부에 있는 주이다. 면적은 23,378 km2, 인구는 676,000명(2004년), 주도는 가즈니.

## 사건
2007년 7월 19일에 이곳에서 한국인 납치 사건이 일어났다.

## 행정 구역과 주민
| 나우르 군 (주도; 두아비)               | 100% 하자라족                                       |
| 아지리스탄 군 (주도; 상가르)           | 97% 파슈툰족 3% 하자라족                            |
| 말리스탄 군 (주도; 미르아디나)         | 100% 하자라족                                       |
| 자고리 군 (주도; 상게이마샤)           | 100% 하자라족                                       |
| 겔란 군 (주도; 잔다)                   | 100% 파슈툰족                                       |
| 나와 군 (주도; 나와)                   | 100% 파슈툰족                                       |
| 무쿠르 군 (주도; 무쿠르)               | 99% 파슈툰족 1% 하자라족과 타지크족                 |
| 카라바그 군 (주도; 카라바그)           | 55% 파슈툰족 45% 하자라족                           |
| 아브반드 군 (주도; 하지켈)             | 100% 파슈툰족                                       |
| 기로 군 (주도; 파나)                   | 100% 파슈툰족                                       |
| 자가투 군                              | 73% 하자라족 27% 파슈툰족                           |
| 바라미샤히드 군 (주도; 자가투이가즈니) |                                                     |
| 가즈니 군                              | 50% 타지크족, 25% 파슈툰족, 20% 하자라족, 5% 힌디인 |
| 자나칸 군 (주도; 다도)                 | 100% 파슈툰족                                       |
| 디야크 군 (주도; 라마크)               | 89% 하자라족 11% 파슈툰족                           |
| 안다르 군 (주도; 미라이)               | 100% 파슈툰족                                       |

## 같이 보기
- 가즈니
- 바르다크주
- 아프가니스탄의 주